# Skin (musikgrupp)
S.K.I.N. är en japansk supergrupp bildat 2007 av Yoshiki, Gackt, Miyavi och Sugizo som alla är väldigt kända japanska musiker. För medlemmarnas fans skulle detta projekt kunna beskrivas som om Elvis, The Rolling Stones och The Beatles hade bestämt sig för att skapa ett gemensamt band. Väldigt lite är känt om själva bandet eftersom de inte har släppt några skivor ännu, men de har haft en konsert i Los Angeles där de framförde fyra av sina låtar och detta väckte ett stort intresse bland J-rock-fantaster.
Enligt en intervju med Yoshiki i Fool's Mate Magazine pratade han och Gackt redan 2002 om att jobba tillsammans. År 2006 började det bli mer seriöst och de började leta bandmedlemmar. Först rekryterade de Miyavi, sen Sugizo. Planerna offentliggjordes i augusti 2006 när en intervju med Yoshiki publicerades där han sade att han skulle starta ett band tillsammans med Gackt. I december samma år rapporterades att Sugizo eventuellt skulle bli en av medlemmarna i bandet.
På en J-rock-festival i Los Angeles den 25 maj 2007 blev själva S.K.I.N. offentligt. Yoshiki bekräftade vid samma tillfälle att gruppen ska släppa ett album och att de hade påbörjat inspelningar tidigare samma år. Ungefär en månad senare, den 29 juni, höll de sin första konsert på ett animekonvent i Long Beach.
Det lilla man kan hitta på internet om deras musik är videoklipp som publiken filmade med sina kameramobiler vid konserten i Long Beach, och det är tydligt att musiken är av den hårdare typen som rock/heavy metal. Av videoklippen att döma verkar det som att Gackt kommer sjunga och spela piano, Yoshiki kommer spela trummor och piano, ZUGIZO kommer spela gitarr och fiol, och Miyavi kommer spela gitarr och shamisen. 
Gruppen har inte någon permanent basist än, men på spelningen i Los Angeles hjälpte Gackts bekant Ju-Ken till. 
Låtarna som framfördes på konserten var GEI-SHA, Killing you softly, Beneath The Skin och Violets.

## Medlemmar
- Gackt Camui - sång, piano
- Miyavi - gitarr, shamisen
- Sugizo - gitarr, violin
- Yoshiki Hayashi - trummor, piano